# Алізарин
Алізари́н (1,2-дигідроксоантрахінон) C14H8O4 — один з найвідоміших органічних барвників. Оранжево-червоні кристали або буро-жовтий порошок; температура плавлення = 290 °C; температура кипіння = 430 °C. Розчинність у воді 0,034 г в 100 мл при 100 °C. Дуже добре розчинний в етанолі; розчинний у гарячому метанолі, бензолі, оцтовій кислоті, сірковуглеці, піридині і в розчинах лугів. З багатовалентними металами дає забарвлені комплексні солі. Легко переганяється. Перекристалізовують з етанолу. Як pH-індикатор має дві області переходу забарвлення: від pH 5,9 до 7,0 з жовтої в темно-рожеву; від pH 10,1 до 12,0 з темно-рожевої у фіолетову.

## Добування та одержання
Відомий у застосованні як натуральний барвник із давнини. Раніше Алізарин добували з коренів рослини марени.
Вперше синтезований з антрацену в 1869 році К. Гребе і Карлом Ліберманом. Синтез Алізарину був першим синтезом природного барвника. Втратив промислове значення текстильного барвника у 1950-ті роки через складну технологію забарвлення.
В техніці Алізарин одержують окисленням антрахінону.

## Застосування
Барвники групи Алізарин використовують для фарбування тканин.
Застосовують для виявлення алюмінію, фтору, германію, ніобію, торію, титану, цирконію. ніобію і танталу. Фотометричним з алізарин визначають алюміній, цирконій і фтор.